# ۲٬۳٬۳٬۳-تترافلوئوروپروپیلن
۲،۳،۳،۳-تترافلوئوروپروپیلن (به انگلیسی: 2,3,3,3-Tetrafluoropropene) با فرمول شیمیایی C۳H۲F۴ یک ترکیب شیمیایی است. که جرم مولی آن ۱۱۴ g/mol می‌باشد. شکل ظاهری این ترکیب، گاز بی‌رنگ است.